# Valverde de la Virgen
Valverde de la Virgen település Spanyolországban, León tartományban. Lakosainak száma 7806 fő (2024).

## Földrajza
Valverde de la Virgen San Andrés del Rabanedo, León, Santovenia de la Valdoncina, Chozas de Abajo, Villadangos del Páramo és Cimanes del Tejar községekkel határos.

## Népesség
A település lakosságának változását az alábbi diagram mutatja:
| Lakosok száma | 4239 | 4592 | 5787 | 6427 | 7118 | 7275 | 7305 | 7328 | 7559 | 7806 |
|               | 2001 | 2004 | 2007 | 2009 | 2012 | 2014 | 2017 | 2019 | 2022 | 2024 |